# Indragiri (rivier)
De Indragiri is een rivier op Sumatra, in de Indonesische provincie Riau, ongeveer 800 km ten noordwesten van de hoofdstad Jakarta. Hij wordt gevormd door de samenvloeiing van de Ombilin en de Sinamar en mondt uit in de Straat Malakka. Het middelste deel van de rivier, dat door Kuantan Singingi stroomt, wordt de Kuantan genoemd.

## Geografie
De rivier stroomt door het oostelijke deel van Sumatra met een overwegend tropisch regenwoudklimaat (aangeduid als Af in de klimaatclassificatie van Köppen). De jaarlijkse gemiddelde temperatuur in het gebied is 23 °C. De warmste maand is februari, wanneer de gemiddelde temperatuur rond de 24 °C ligt, en de koudste is augustus, met 22 °C. De gemiddelde jaarlijkse neerslag is 2757 mm. De natste maand is november, met een gemiddelde van 345 mm neerslag, en de droogste is januari, met 107 mm neerslag.